# 東広島市立志和堀小学校
東広島市立志和堀小学校（ひがしひろしましりつ しわほりしょうがっこう）は、かつて広島県東広島市志和町志和堀に所在していた市立小学校。

## 概要
旧東広島市の北部にある。校区に流れている川にはホタルが多く棲息しており、夏には校庭で「ホタルまつり」が開かれる。

また、志和掘小学校は小規模特認校に指定されており、市内在住の希望する保護者の児童は､学区外から入学・転入学することができる。

## 沿革
- 2019年3月 - 東広島市立西志和小学校と統合し、閉校。

## 志和堀三大まつり
志和堀小学校では、「志和堀三大まつり」と称して3つの大きなまつりがひらかれる。
- ほたるまつり（6月） - 5年生がホタルについて学習したことを発表する。
- サルビアまつり（10月） - いわゆる学芸会に相当する。
- いちょうまつり（2月） - 6年生が主体となり、一年間お世話になった人を招待する。

## 通学区域
- 東広島市
  - 志和町志和西の一部
  - 志和町志和東の一部
  - 志和町志和堀の一部

## 進学先中学校
- 東広島市立志和中学校

## 周辺
- 生城山
- 時報塔 - 国の登録有形文化財

## 出身者
- 礒部公一 - 元プロ野球選手
- 隠善智也 - 元プロ野球選手